# バニッツァ

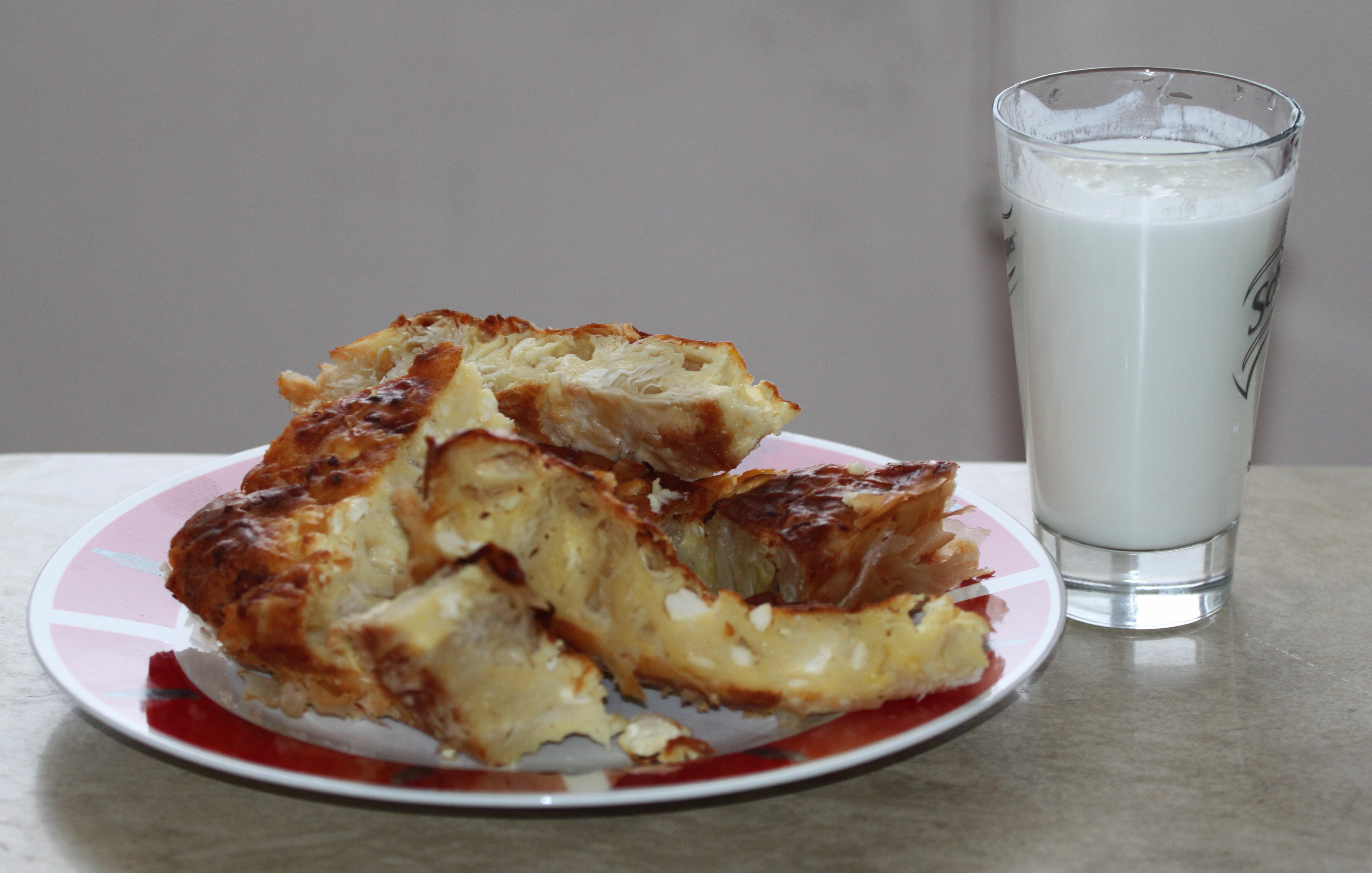
バニッツァとヨーグルトドリンク

バニッツァ（ブルガリア語: баница、英語: banitsa）は、ブルガリアで朝食やブランチに食べられる柔らかく薄いパイ生地のパンである。
日本語のカタカナ表記ではバニツァもある。

## 概要

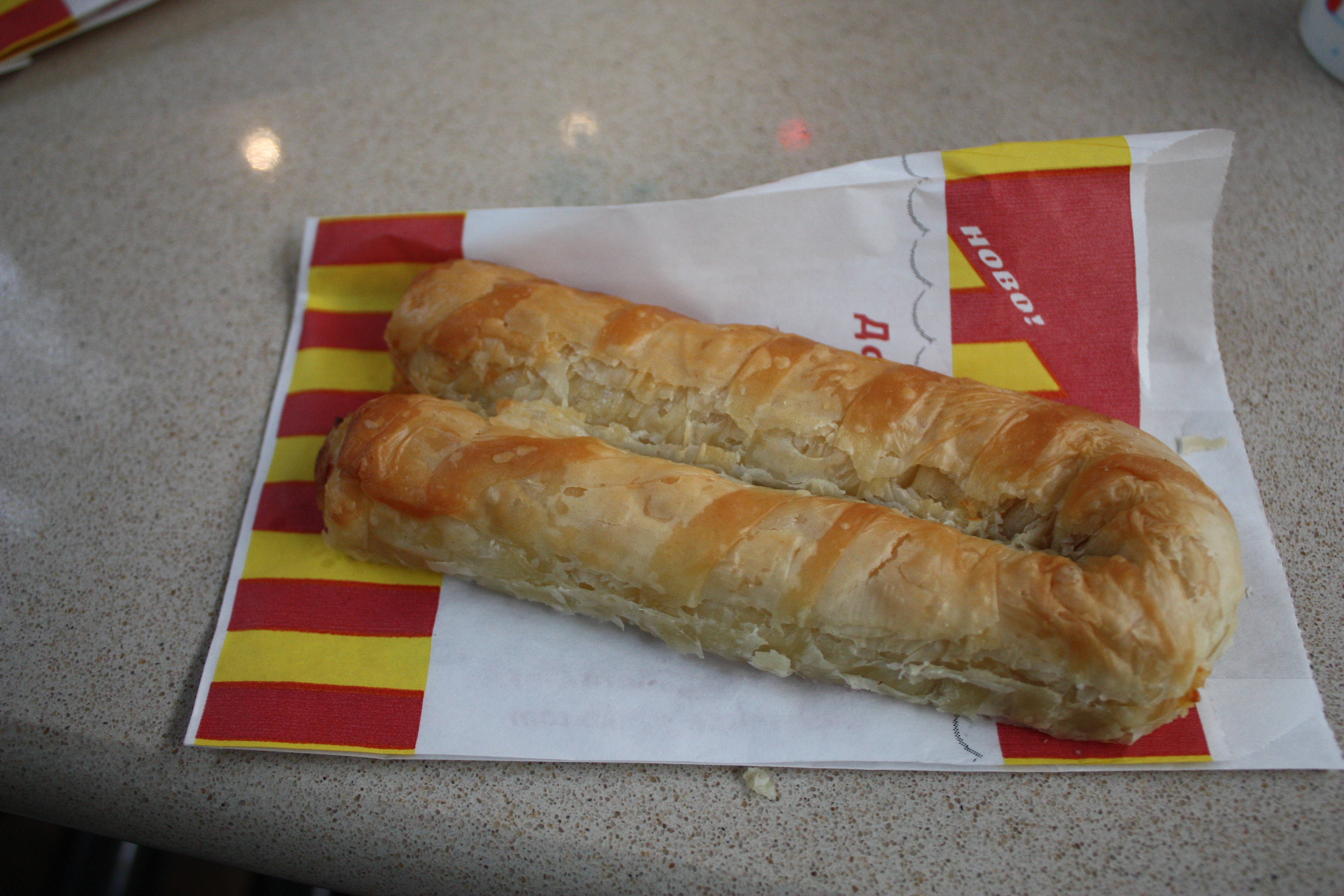
市販バニッツァ（ソフィア）

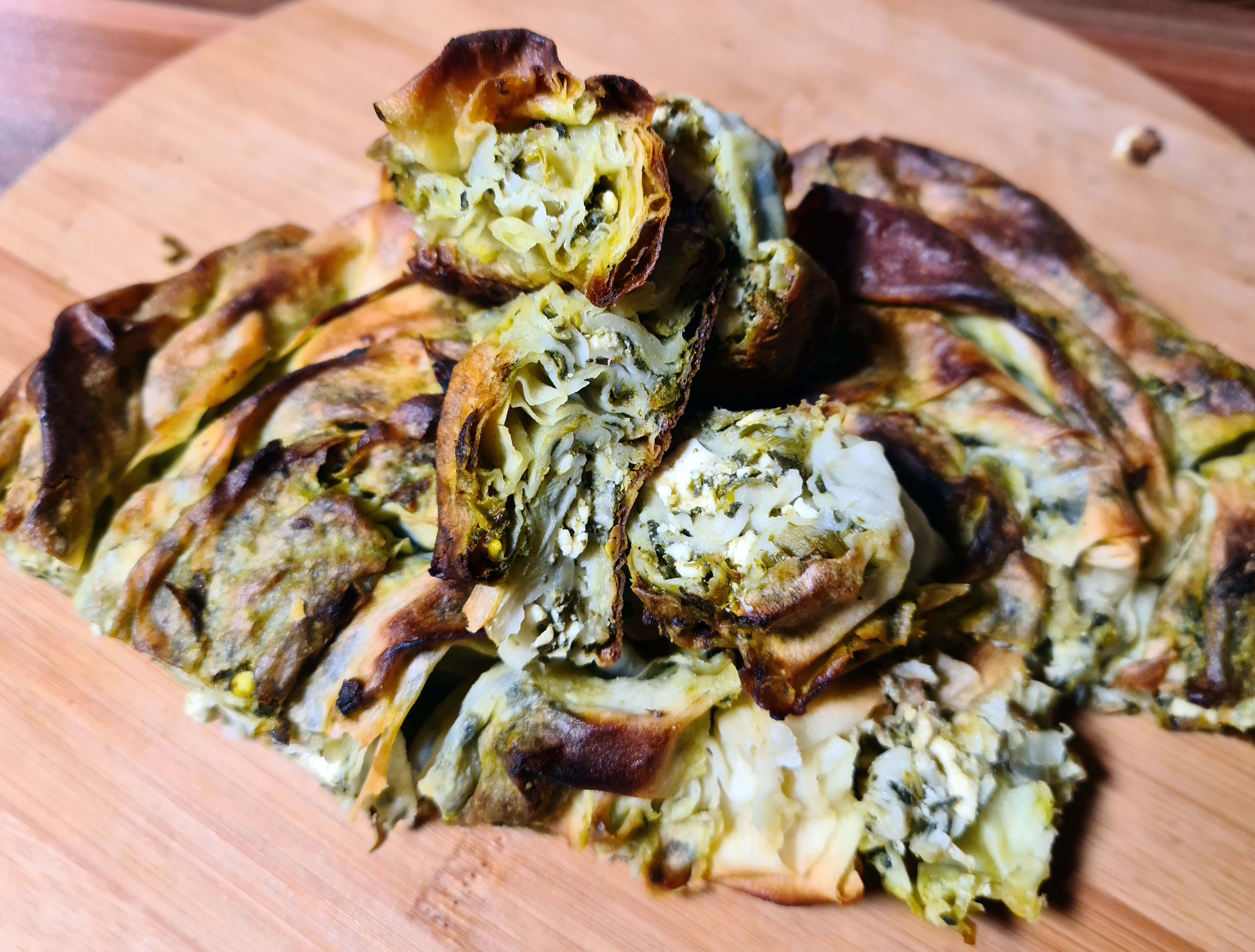
ホウレンソウ、春タマネギ、フェタチーズ入りバニッツァ

コリ（кори、kori）と呼ばれる薄い生地（一般的にはフィロとも）にシレネと呼ばれる白いチーズを包み、オーブンで焼いたキッシュにも似たパイのようなパンである。
ブルガリアでは国民的な食であり、ほとんどのブルガリア人に好まれている。ホウレンソウやカボチャ、ナッツ類が入ることもあり、大きさや形状も様々なものがある。首都のソフィアにはバニッツァの専門店もある。
使用する食材や作り方は各家庭ごとに異なるため、その違いが原因となってブルガリア人の間で喧嘩が起こることもある。
薄いコリを何枚か重ね、シレネを巻いて並べて容器に収める、というように繰り返し作業が多く、製作に時間もかかることから、現代のブルガリア人の間ではより簡単にできるレシピの開発も行われている。